# Talipao
Talipao là một đô thị hạng 3 ở tỉnh Sulu, Philippines. Theo điều tra dân số năm 2000, đô thị này có dân số 73.015 người trong 11.938 hộ.

## Các đơn vị hành chính
Talipao được chia thành 52 barangay.
| - Andalan - Bagsak - Bandang - Bilaan (Pob.) - Bud Bunga - Buntod - Buroh - Dalih - Gata - Kabatuhan Bilaan - Kabatuhan Tiis - Kabungkol - Kagay - Kahawa - Kandaga - Kanlibot - Kiutaan - Kuhaw | - Kulamboh - Kuttong - Lagtoh - Lambanah - Liban - Liu-Bud Pantao - Lower Binuang - Lower Kamuntayan - Lower Laus - Lower Sinumaan - Lower Talipao - Lumbayao - Lumping Pigih Daho - Lungkiaban - Mabahay - Mahala - Mampallam | - Marsada - Mauboh - Mungit-mungit - Niog-Sangahan - Pantao - Samak - Talipao Proper - Tampakan - Tiis - Tinggah - Tubod - Tuyang - Upper Binuang - Upper Kamuntayan - Upper Laus - Upper Sinumaan - Upper Talipao |